# Yontas blåa ögon
Yontas blåa ögon, är en Guinea-Bissau-film från 1992.

## Handling
Yonta är en ung flicka, som är hemligt förälskad i nationalhjälten Vincente, som inte är intresserad av henne, däremot är hans chaufför Zé förälskad i henne, och försöker uppvakta henne.

### Rollista (i urval)
- Maysa Marta - Yonta
- Antonio Simao Mendes - Vicente
- Pedro Dias - Zé
- Bia Gomes - Belante